# Аристенет (консул)
Аристенет (лат. Aristaenetus) — римский политик, избранный в 404 году н.э. консулом вместе с императором Гонорием.

## Биография
Родителями Аристенета были Бассиан и Приска; его дед Талассий был преторианским префектом Востока. Аристенет родился около 364 года (о свадьбе его родителей упоминает в своих письмах Либаний); у него была сестра по имени Бассиана. Он был учеником и другом Либания, и предположительно был язычником. 
Аристенет был сторонником Флавия Руфина, и, возможно, благодаря его влиянию получил в 392 году должность префекта Константинополя: он был префектом между июнем 392 года и февралём 393 года. В 404 году Аристенет был избран консулом. Как показывают надписи в Риме и остальной Италии, его консульство не было признано правительством Западной Римской империи; в письмо папы Римского Иннокентия имя Аристенета, как консула, предположительно было вставлено задним числом.
Дальнейшая судьба Аристенета неизвестна.